# Smerdis
Smerdis (transkripce starořeckého Σμέρδις, původně staropersky 𐎲𐎼𐎮𐎡𐎹 –  – Bardija; † kol. 525 př. n. l.) byl princ z rodu Achaimenovců, syn zakladatele perské říše Kýra Velikého (vládl 559–530 př. n. l.) a bratr jeho nástupce Kambýsa II. (530–522 př. n. l.).
Je o něm relativně málo známo. Ví se, že po otcově smrti spravoval východní část monarchie, ale přesný rozsah jeho pravomocí a titulatura zůstávají předmětem dohadů. Každopádně v něm však král Kambýsés viděl potenciálního konkurenta (ať už oprávněně či nikoli), a proto zorganizoval v polovině dvacátých let 6. století př. n. l. jeho vraždu. Ta byla podle Hérodotova podání i Behistunského nápisu držena v tajnosti.
V roce 522 př. n. l., když Kambýsés pobýval v Egyptě, vystoupil v centrálních oblastech říše jistý mág Gaumáta s tvrzením, že on je Smerdis, syn Kýrův, a v krátké době se mu podařilo opanovat trůn. Achaimenovec Dareios jej však v Médii spolu s několika šlechtici ještě téhož roku přepadl a zavraždil. Později se za Smerdia prohlašoval ještě vzbouřenec Vahjazdáta – a také jeho nechal odstranit Dareios.
Někteří odborníci se domnívají, že Gaumáta byl ve skutečnosti opravdu Smerdis, a jako argument uvádějí, že vraždu tak vysoce postaveného činitele by šlo jen stěží utajit. Podle nich je celý příběh o Gaumátovi smyšlenkou, která sloužila novému králi Dareiovi k legitimaci jeho vlády. Pravdou ale je, že v takovém případě bychom museli relativizovat výpovědi všech soudobých pramenů.